# Sitodiplosis mosellana
Sitodiplosis mosellana är en tvåvingeart som först beskrevs av Gehin 1857.  Sitodiplosis mosellana ingår i släktet Sitodiplosis och familjen gallmyggor. Inga underarter finns listade i Catalogue of Life.

## Bildgalleri

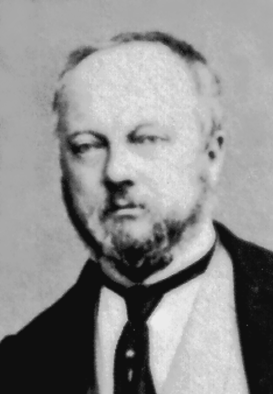
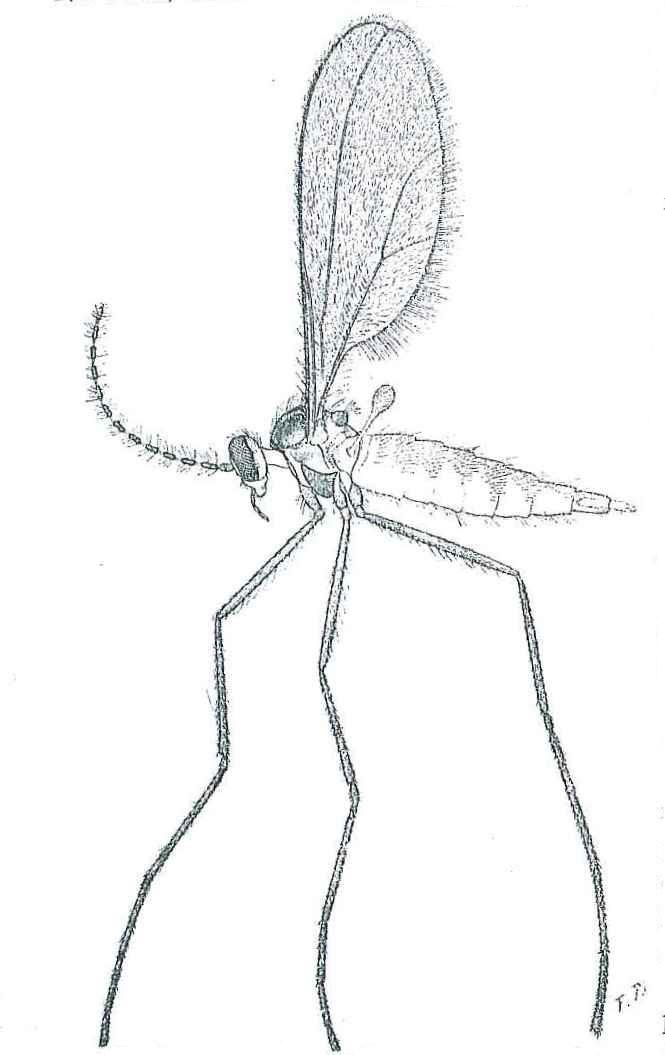
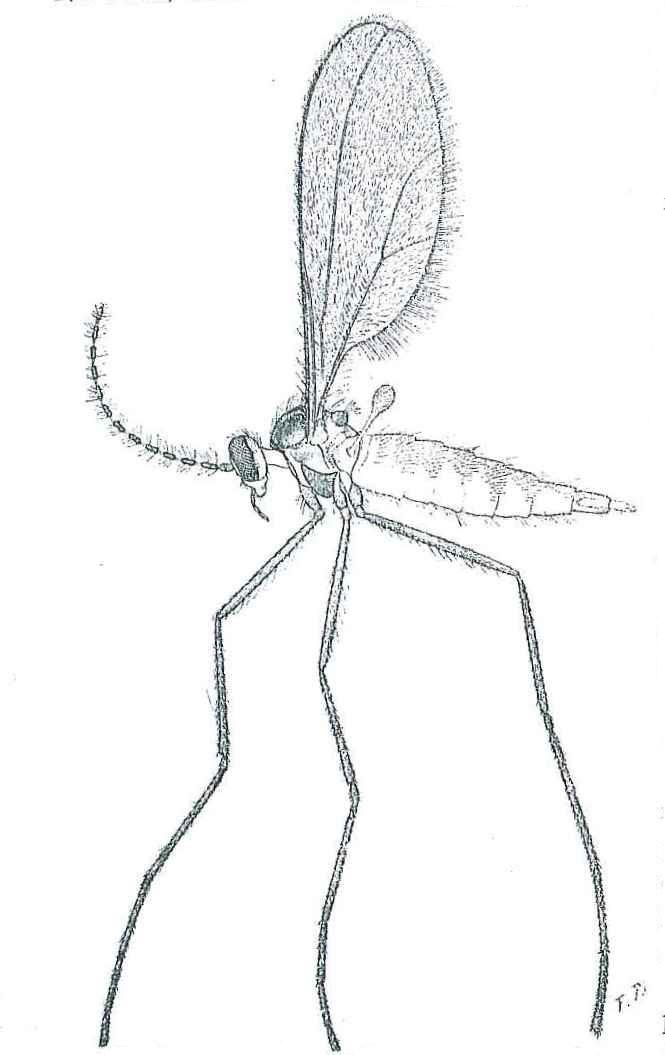